# 医療事故調査
医療事故調査（いりょうじこちょうさ、Medical accident investigation）とは、医療事故の原因を究明すること。これを実施する組織や機関は医療事故調査委員会（いりょうじこちょうさいいんかい）略して事故調（じこちょう）とも呼ばれる。
現在、社会問題となっている医療事故の再発防止を目的として、厚生労働省や日本医師会、法曹などを中心として、設置に向けた議論が進行している。また、医療事故発生時に各病院が内部に設置する委員会も同様の名称で呼ばれることがある。

## 医療法に基づく医療事故調査
日本では2014年6月18日医療法改正により、医療機関の管理者は、「医療事故が発生した場合には、厚生労働省令で定めるところにより、速やかにその原因を明らかにするために必要な調査を行わなければならない」と規定されている（第6条の11）。
厚生労働大臣により、「医療事故調査・支援センター」として「一般社団法人日本医療安全調査機構」が指定されている。

### 対象となる医療事故
制度の対象となる医療事故は、以下2点を満たすものである（第6条の10）。
- 医療に起因し、又は起因すると疑われる死亡又は死産
- かつ、管理者が予期しなかったもの

たとえば医療の提供前に、患者本人または家族に対し死亡又は死産が予期されることを説明し、それをカルテ等に記載していた場合、または医療機関の管理者が説明があったことを認める場合、対象とはならない（施行規則第1条の10の2）。

### 調査手法
病院等の管理者は、医療事故調査を行うに当たっては、以下の調査に関する事項について、当該医療事故調査を適切に行うために必要な範囲内で選択し、それらの事項に関し、当該医療事故の原因を明らかにするために、情報の収集及び整理を行うことにより行うものとする。
- 診療録その他の診療に関する記録の確認
- 当該医療従事者のヒアリング
- その他の関係者からのヒアリング
- 解剖又は死亡時画像診断（Ai）の実施
- 医薬品、医療機器、設備等の確認
- 血液、尿等の検査